# Resolutie 1551 Veiligheidsraad Verenigde Naties
Resolutie 1551 van de Veiligheidsraad van de Verenigde Naties werd unaniem door de VN-Veiligheidsraad aangenomen op 9 juli 2004 en verlengde de NAVO-missie SFOR in Bosnië en Herzegovina voor de laatste keer. Deze missie werd vervolgens opgevolgd door de EU-missie EUFOR Althea.

## Achtergrond
In 1980 overleed de Joegoslavische leider Tito, die decennialang de bindende kracht was geweest tussen de zes deelstaten van het land. Na zijn dood kende het nationalisme een sterke opmars, en in 1991 verklaarden verschillende deelstaten zich onafhankelijk. Zo ook Bosnië en Herzegovina, waar in 1992 een burgeroorlog ontstond tussen de Bosniakken, Kroaten en Serviërs. Deze oorlog, waarbij etnische zuiveringen plaatsvonden, ging door tot in 1995 vrede werd gesloten. Hierop werd de NAVO-operatie IFOR gestuurd die de uitvoering ervan moest afdwingen. Die werd in 1996 vervangen door SFOR, die op zijn beurt in 2004 werd vervangen door de Europese operatie EUFOR Althea.

## Inhoud

### Handelingen

#### I (vredesakkoorden)
De partijen werden nogmaals herinnert aan hun verplichtingen onder de akkoorden, waaronder het Akkoord van Dayton, en hun eigen verantwoordelijkheid voor de uitvoering van die akkoorden.

#### II (SFOR)
De NAVO had beslist de SFOR-macht in Bosnië en Herzegovina eind 2004 af te ronden, waarna een EU-missie in de plaats zou
komen. De lidstaten die deel uitmaakten van de SFOR werden geautoriseerd SFOR met twaalf maanden te verlengen, en om al het nodige te doen om Annex 1-A van het vredesakkoord te doen naleven en de missie of de uitvoering van het mandaat te verdedigen.

## Verwante resoluties
- Resolutie 1512 Veiligheidsraad Verenigde Naties (2003)
- Resolutie 1534 Veiligheidsraad Verenigde Naties
- Resolutie 1575 Veiligheidsraad Verenigde Naties
- Resolutie 1581 Veiligheidsraad Verenigde Naties (2005)

Lijst ·  1522 ·  1523 ·  1524 ·  1525 ·  1526 ·  1527 ·  1528 ·  1529 ·  1530 ·  1531 ·  1532 ·  1533 ·  1534 ·  1535 ·  1536 ·  1537 ·  1538 ·  1539 ·  1540 ·  1541 ·  1542 ·  1543 ·  1544 ·  1545 ·  1546 ·  1547 ·  1548 ·  1549 ·  1550 ·  1551 ·  1552 ·  1553 ·  1554 ·  1555 ·  1556 ·  1557 ·  1558 ·  1559 ·  1560 ·  1561 ·  1562 ·  1563 ·  1564 ·  1565 ·  1566 ·  1567 ·  1568 ·  1569 ·  1570 ·  1571 ·  1572 ·  1573 ·  1574 ·  1575 ·  1576 ·  1577 ·  1578 ·  1579 ·  1580